# 帕拉家族
帕拉家族（藏語：ཕ་ལྷ་，威利转写：pha lha，THL：Palha），全名帕觉拉康（藏語：ཕ་ཇོ་ལྷ་ཁང་，威利转写：pha jo lha khang，THL：Pajo Lhakhang），西藏贵族，五大第本家族之一，其家族庄园帕拉庄园是至今西藏保存最完好的贵族庄园。
据传，帕拉家族的祖先为西不丹帕觉拉康寺的僧侣，后在不丹与西藏的纷争中逃至西藏。家族的成名起于丹津那木结，他于1793年出任噶伦。自此之后，家族历史上共有六人曾出任噶伦，与朵喀家族同为西藏噶伦最多的贵族家族。
1641年，厄鲁特蒙古和硕特部首领顾实汗从康区率军队进入卫藏，1642年击败藏巴汗，征服各个贵族领主，将五世达赖尊为整个藏区的宗教领袖。同年秋，江孜、工布等地起而反抗顾实汗，第巴索南群培在顾实汗支持下，将这些反抗镇压，并将不少噶举派寺庙改为格鲁派。当时信奉竹巴噶举派的布鲁克巴（不丹）拒绝按照前例向顾实汗支持的新政权贡米，并在1643年派兵进攻臣服达赖并进贡的哲孟雄（锡金），又入侵西藏门隅。第巴派蒙藏军队从帕克里（今帕里）攻进布鲁克巴，但由于天气炎热，蒙藏军队水土不服，战斗失利。1646年，双方谈判初步达成协议，布鲁克巴恢复岁贡。后又多次产生纠纷，直到1668年第二次谈判后双方才改善关系。大概在这场西藏新政权与不丹的斗争中，身为不丹帕觉拉康寺僧侣的帕拉家族祖先站在西藏一方，由于第巴军队失利，乃逃离不丹，投靠了西藏地方政府，被赐封在今江孜县重孜乡的萨鲁庄园，成为西藏世俗贵族。当时该家族没有男嗣，仅有一女，与努玛哇（Nu－ma－ba）家族的一员通婚，以“玛巴”方式保持了帕拉家族名号。

## 人物
- 丹津那木结[注 2]（བསྟན་འཛིན་རྣམ་རྒྱལ་，bstan 'dzin rnam rgyal，？－1801年后），1791年出任前藏达本，后因在与廓尔喀人的战争中立功而于1793年被任命为噶伦。
  - 子：白玛顿丹，1823年赞助出版《八世珠钦生平补编》，1829年出任噶伦。
    - 子：索南杰波（བསོད་ནམས་རྒྱལ་པོ་，bsod nams rgyal po，？－1851年），1831年道光帝赐其三品顶戴，1835年任噶伦。1837年获赐二品顶戴、孔雀花翎。1842年又获封为二品台吉。
      - 子：白玛结布（པད་མ་རྒྱལ་པོ，pad ma rgyal po，？－约1875年），曾任孜本，1860年升任噶伦。1866年被赐以孔雀花翎。
        - 子：扎西达吉（བཀྲ་ཤིས་དར་རྒྱས་，bkra shis dar rgyas，？－1891年），1876年因功获赐三品顶戴1877年出任噶伦。
        - 子：（佚名），曾任代本。
          - 子：（佚名），（？－1918年），曾历任协噶宗宗本、协尔帮、谷物税收官。1913年出任孜本。
            - 子：彭措南杰[注 3]（ཕུན་ཚོགས་རྣམ་རྒྱལ་，phun tshogs rnam rgyal，1891年－1940年），曾任噶雪、噶仲、江孜宗本，后又历任雪尼、定结宗本、朵麦基巧军需官、仁邦宗本等。娶夏扎家族之女。
              - 长子：土登沃丹[注 4]（ཐུབ་བསྟན་འོད་ལྡན་，thub bstan 'od ldan，1911年－1986年），历任兴尼（木料管事）、雪仲、后藏颇本、堪穷、羌基等职。1947年出任十四世达赖的仲尼钦莫（大管家）。1951年辞任仲尼钦莫，不过仍伺奉于达赖。1959年藏区骚乱后随达赖喇嘛流亡印度，曾任西藏流亡政府内政部噶伦。1964年任达赖驻欧洲私人代表。后在瑞士定居，1986年逝世。
              - 次子：扎西旺久（བཀྲ་ཤིས་དབང་ཕྱུག་，bkra shis dbang phyug，1912年－1982年），与其弟多吉旺久一同娶贡桑孜家族女儿索朗白姆。1936年前往江孜经营后藏庄园。1951年被达赖任命为仁希。1959年随达赖流亡印度，后赴瑞士定居。1982年逝世。
              - 三子：多吉旺久（རྡོ་རྗེ་དབང་ཕྱུག་，rdo rje dbang phyug，1915年－）。与其兄扎西旺久一同娶贡桑孜家族女儿索朗白姆。1937年任乞本钦波，1942年出任达赖卫队如本，次年又升任代本。又改任颇本。1959年随达赖流亡印度，1961年出任噶伦堡藏民文化学校校长。后赴瑞士定居。
              - 长女：央金卓嘎，嫁入仁岗家族。
              - 次女：次央，1927年生，嫁入后藏最大贵族团康家族。2013年8月13日在拉萨逝世。
              - 三女：阿旺白姆，嫁入吉普家族。曾任西藏爱国青年联谊会副会长、爱国妇女联谊会副主任。1959年后历任江孜专区政协副主席、日喀则地区政协副主席。后又任日喀则行署副专员、西藏自治区政协常委。

          - 子：索南旺杰（བསོད་ནམས་དབང་རྒྱལ་，bsod nams dbang rgyal，英文名Kusho Palhese，1873年－1936年），查爾斯·阿爾弗雷德·貝爾爵士之友。[1]

        - 子：绛巴曲坚（བྱམས་པ་ཆོས་རྒྱན་，byams pa chos rgyan，1865年－1925年），1888年任孜仲，1896年任堪穷兼布达拉僧官学校（rtse solb dge rgan）校长。1920年出任堪钦，1922年任基巧堪布。

      - 子：沃噶，1867年被任命为孜恰。